# Danzan Jaludorov
Danzan Jaludorov (en ruso: Данзан Халудоров; 9 de agosto de 1983) es un deportista ruso que compitió en tiro con arco, en la modalidad de arco compuesto. Ganó una medalla de plata en el Campeonato Mundial de Tiro con Arco al Aire Libre de 2009 y una medalla de oro en el Campeonato Europeo de Tiro con Arco al Aire Libre de 2010.

## Palmarés internacional
| Campeonato Mundial al Aire Libre | Campeonato Mundial al Aire Libre | Campeonato Mundial al Aire Libre | Campeonato Mundial al Aire Libre |
| Año                              | Lugar                            | Medalla                          | Prueba                           |
| -------------------------------- | -------------------------------- | -------------------------------- | -------------------------------- |
| 2009                             | Ulsan (Corea del Sur)            | Medalla de plata                 | Equipo                           |
| Campeonato Europeo al Aire Libre |                                  |                                  |                                  |
| Año                              | Lugar                            | Medalla                          | Prueba                           |
| 2010                             | Rovereto (Italia)                | Medalla de oro                   | Equipo                           |